# Oscar Björck
Oscar Gustaf Björck (n. 15 ianuarie 1860, orașul Stockholm⁠(d), Over-Governors office⁠(d), Suedia – d. 5 decembrie 1929, orașul Stockholm⁠(d), Over-Governors office⁠(d), Suedia) a fost pictor suedez și profesor la Academia Regală de Arte din Suedia.

## Biografie
Născut la Stockholm, Björck a fost între 1877 și 1882 student al lui Edvard Perséus la Academie, unde picturile sale au inclus Loki închis de Aesir (1880), Gustaf Vasa în fața regelui Hans (1881) și Reîntoarcerea fiului risipitor (1882), care a fost recompensată cu medalia regală. În 1883, Björck a primit o bursă de călătorie. A petrecut iarna 1883-1884 la Paris. Iarna următoare, a mers la München unde a pictat câteva portrete, inclusiv o pictură completă a soției sale. În primăvara anului 1885, s-a mutat la Veneția și, în toamnă, la Roma, unde a pictat portretul mare al Susannei (Muzeul de Artă din Göteborg) și Fierar roman (Galeria Națională de Artă din Washington, Washington). În 1887 a finalizat o serie de tablouri, printre care se numără Sala venețiană (Nationalmuseum din Suedia) și Messa de sâmbătă în Biserica Sf. Marcu).
După verile petrecute la Skagen, în Danemarca, în 1882, 1883 și 1884, s-a stabilit la Stockholm în 1888, unde s-a concentrat pe portrete. Printre acestea se numără mai multe portrete ale regelui Oscar (dintre care unul la castelul Skokloster, unul la palatul Drottningholm, unul cu coroana și mantaua în Palatul Stockholm si unul care a fost cumpărat de împăratul german. A pictat și Prințul Eugen la șevalet (Nationamuseum, 1895), Prințul moștenitor Gustaf (Palatul din Stockholm, 1900), Soția artistului (1891, Muzeul din Göteborg). În plus, a realizat câteva peisaje, și diverse picturi decorative.